# Office municipal du sport de Cholet

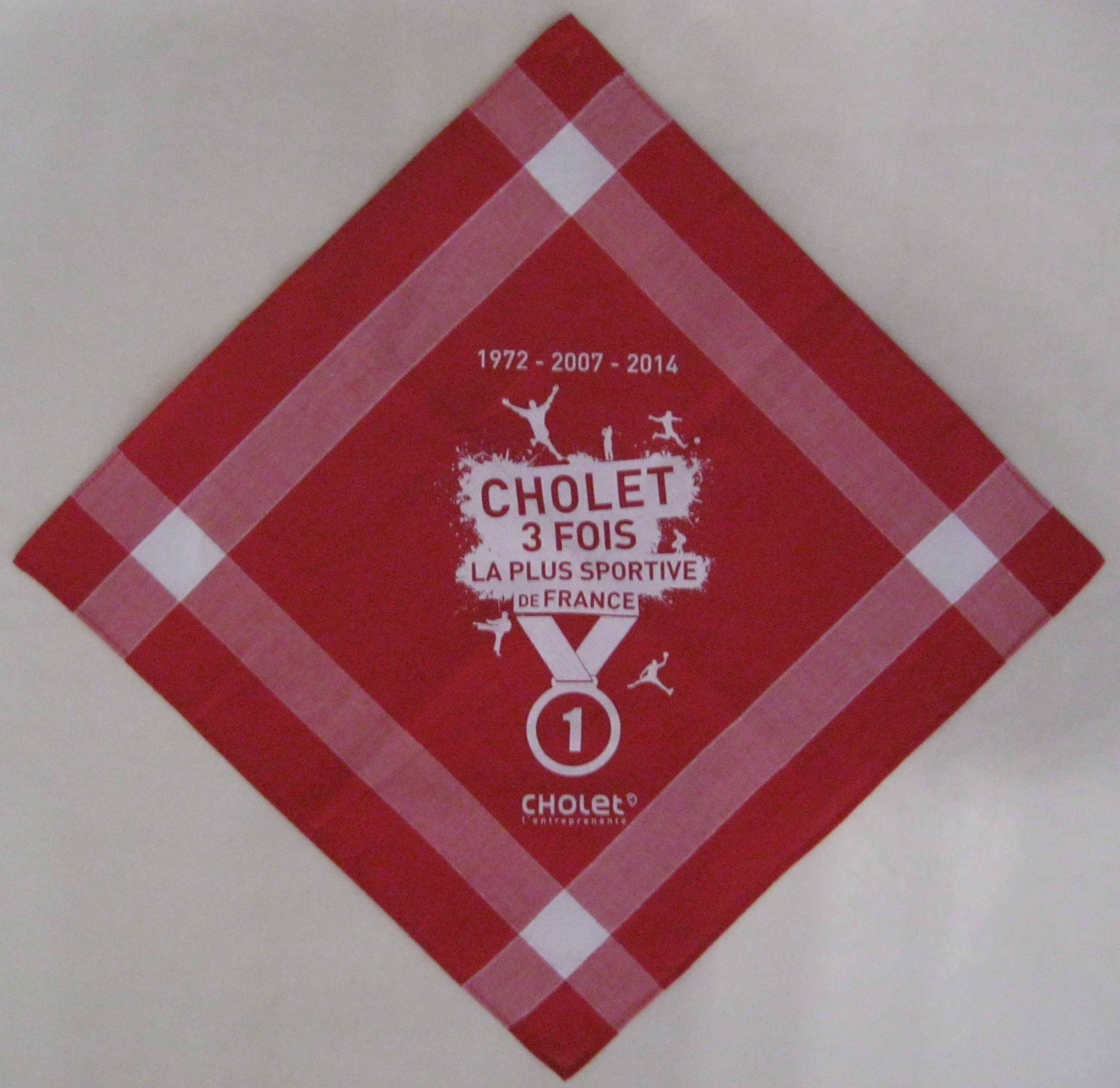
Cholet, ville la plus sportive de France en 1972, 2007 et 2014.

L'Office municipal du sport de Cholet (OMS) est une association créée à Cholet (Maine-et-Loire) en 1966 pour soutenir, encourager et provoquer tous efforts et initiatives tendant à répandre et à développer la pratique de l'éducation physique et des sports. Il est affilié à la Fédération nationale des offices municipaux du sport (FNOMS).

## Historique
Le 29 juin 1966, cinq Choletais engagés dans différentes associations locales — Jean-René Devismes membre de l'« Amicale laïque », Bernard Humeau membre du « Club athlétique choletais », Jean Kohli professeur d'éducation physique, Léon Ligneau directeur de la Jeune-France et Raymond Russon conseiller municipal — proposent aux associations sportives de Cholet une réunion d'information sur les perspectives d'évolution du mouvement sportif et des installations nécessaires à son développement (salles de sport, stades, terrains). À cette époque il existe à Cholet seulement : deux salles de sport, trois terrains de football, le vélodrome, l'aérodrome, l'hippodrome et la piscine découverte Manceau construite en 1965. Après échange des différents points de vue, les participants décident de fonder une association — sous le nom originel d'« Office municipal des sports » — constituée conformément aux dispositions de la loi du 1er juillet 1901. Avec l'approbation du maire de Cholet, Maurice Ligot, celle-ci est déclarée à la sous-préfecture de Cholet le 22 juillet 1966 par son premier président François-Xavier Benoiton et enregistrée sous le no 1429. Les statuts sont publiés au journal officiel le 3 août 1966. 
Son siège social est à Cholet, d'abord à la mairie de 1966 à 2000, puis 4 rue Travot jusqu'en 2009 date à laquelle il est transféré 58 rue Saint-Bonaventure.

## Composition

### Adhérents
Chaque association sportive locale peut adhérer à l'OMS moyennant le paiement d’une cotisation annuelle dont le montant est fixé par le bureau-directeur. En 2020 l'OMS regroupe huit sections sportives des collèges, cinq sections sportives des lycées, quatre-vingt-quinze associations représentant soixante-sept disciplines plus deux organisations événementielles : « Cholet national à pétanque » et une course pédestre, « Les foulées choletaises ».

### Bureau-directeur
L'OMS est administré par un bureau directeur comprenant :
- le maire de la ville de Cholet, membre de droit ou son représentant ;
- un élu de la ville de Cholet désigné par le conseil municipal ;
- 10 représentant des associations de la commune qui ont, d'une façon ou d'une autre, partie liée à la pratique sportive ;
- 8 personnes choisies en raison de leurs compétences et de leur expérience[6].

### Présidents
Depuis sa fondation l'OMS a connu onze présidences.
| #  | Nom                      | Période                     |
| -- | ------------------------ | --------------------------- |
| 1  | François Xavier Benoiton | juillet 1966 – avril 1969   |
| 2  | Raymond Russon           | avril 1969 – novembre 1988  |
| 3  | Raymond Langlois         | novembre 1988 – avril 1989, |
| 4  | Annie Morne              | avril 1989 – juin 1995      |
| 5  | Michel Champion          | juin 1995 - avril 1996      |
| 6  | Paul Dubois              | avril 1996 - avril 1999     |
| 7  | Michel Cotillon          | avril 1999 – avril 2002     |
| 8  | Robert Audurier          | avril 2002 – avril 2004     |
| 9  | Éric Robin               | avril 2004 - avril 2006     |
| 10 | Paul Dubois              | avril 2006 - avril 2015     |
| 11 | Jean-Marie Vassord       | avril 2015 - avril 2019     |
| 12 | Gaëtan Le Bouter         | depuis avril 2019           |

### Salariées
L'OMS emploie deux personnes salariées : 
- une assistante de projets affectée à l'organisation matérielle des manifestations (réservation des lieux, affiches, contacts avec les partenaires, intendance) et référente du « point d'appui numérique associatif » (PANA) ;
- une assistante de gestion chargée des opérations financières de l'association (cotisations, budget, bilan) qui est aussi référente du « Point local d'accueil et d'information des associations » (PLAIA) et assure le suivi des évolutions stratégiques de l'association.

Ces deux personnes se partagent la gestion du courrier, des documents internes (convocations, comptes rendus des réunions, archives) ainsi que l'accueil des visiteurs et la réception des appels téléphoniques.

## Missions
L'OMS se veut un lieu de réflexion, de concertation, de proposition et d'information en se fixant pour missions :
- l'accueil du public (renseignements sur la pratique sportive à Cholet) ;
- la mise à disposition de revues spécialisées (sportives, juridiques, gestion des  associations) ;
- la promotion et le soutien des associations de Cholet (annuaire du sport, site, conseils) ;
- la mise en place de formations ou soirées d'informations encadrées par des professionnels ou spécialistes du sujet traité, ouvertes au mouvement sportif local (dirigeants, sportifs, éducateurs, animateurs, bénévoles) ;
- l'organisation de manifestations en faveur du sport (tournoi de football inter-entreprises, défi choletais, sport en famille) ;
- la réalisation d'études sur l'évolution du sport à Cholet ;
- la formulation de propositions ou d'avis sur les critères de répartition des subventions attribuées par la Ville de Cholet pour le soutien du mouvement associatif sportif local ou sur toute thématique concernant les activités physiques et sportives (APS) et l'éducation physique et sportive (EPS) ;
- le soutien des acteurs locaux (label ministériel PLAIA).

## Activités

### Activités récurrentes

#### Tournoi de football
Depuis 1975, l'OMS organise, en avril et mai, un tournoi de football inter-entreprises ouvert aux équipes amateurs des entreprises et services du Choletais. L'équipe victorieuse reçoit pour un an la garde du challenge Raymond Russon, ancien président de l'OMS. Au total des 40 années ce tournoi a connu la participation de 798 équipes (43 féminines et 755 masculines), la plus importante étant de 34 équipes masculines en 1980.

#### Défi choletais
Le 1er ou 2e vendredi de juin a lieu le « Défi choletais », comprenant trois épreuves en relais : course à pied de 4 km, parcours en canoë biplace de 900 m et vélo tout-terrain (VTT) de 8 km. Comme le tournoi de football, cette épreuve est ouverte aux entreprises qui doivent composer une ou plusieurs équipes, obligatoirement mixtes, de 4 personnes. Elle se déroule sur le parc de loisirs de Ribou et elle est dotée du challenge Éric Robin, ancien président de l'OMS et de l'Aviron sport choletais (ASC). Le nom d'Éric Robin est également donné à la base nautique de Ribou. En 2014, pour la 19e édition, le record de participation est atteint avec 70 équipes engagées.

#### Sport en famille
L'avant-dernier dimanche de septembre l'OMS organise une journée de promotion des activités sportives dénommée « Sport en famille ». Les associations sportives proposent gratuitement des démonstrations et initiations à la pratique de leurs activités. Il est demandé aux participants de venir pratiquer à raison de deux générations par famille. En 2014, cette manifestation — labellisée dans le cadre de l'opération « Sentez-Vous Sport » initiée par le mouvement sportif national — se déroule sur sept lieux différents : le parc de Moine, le stade municipal, les terrains stabilisés entourant le stade, le complexe sportif Glisséo (piscines et patinoires), la salle des fêtes, le parc municipal de loisirs de Ribou et l'étang des Noues. En 2013, pour la 10e édition, 7 315 passages, représentant 2 672 familles, ont été comptabilisés sur les différentes activités proposées.

### Activités ponctuelles
Entre 1987 et 1996, l'OMS a été l'un des partenaires des opérations « Ticket-sport »  et « Aqua-festival » organisées par l'Association du parc municipal de loisirs de Ribou (APMLR).
En 1997, l'OMS organise au Parc de la Meilleraie un forum des associations avec des démonstrations techniques.
En 1998, est décidée la création d'un parcours santé à l'étang des Noues.  L'élaboration du projet et le suivi des travaux est confié à l'OMS qui fait appel à un consultant bénévole pour gérer cette action. Les équipements sont réalisés par l'atelier de menuiserie du lycée technique Fernand Renaudeau, installés par le service technique municipal avec contrôles de conformité et de sécurité par l'Apave.
Du 20 au 22 mai 2005, l'OMS organise l'assemblée générale de la Fédération nationale des offices municipaux du sport (FNOMS).
Le 24 septembre 2011, il organise un forum place Travot dans le cadre de l'année européenne du bénévolat et du volontariat.
Le 14 juin 2014 il est un des partenaires du forum du sport, organisé par le service évènementiel municipal.
En collaboration avec les services municipaux concernés et les associations, l'OMS participe au projet sportif local (PSL), au tour de Cholet et à la préparation du dossier qui permet à la ville de Cholet d'obtenir trois fois (1972, 2007 et 2014) le challenge de la ville la plus sportive de France.

#### Cinquantenaire
Du 12 au 17 septembre 2016 l'OMS marque son cinquantenaire par une exposition publique de ses archives (documents, photographies, vidéo, objets, trophées) en présence de quatre personnes qui étaient présentes lors de la réunion de fondation en 1966. Dans le cadre de cette exposition se sont déroulées quatre soirées-discussions sur des thématiques en rapport avec les missions de l'OMS : bienfaits du sport, loi de 1901, sport et santé, bénévolat. Plusieurs associations adhérentes ont également exposé des documents et objets en relation avec leur activité.